# Arisarum proboscideum
Arisarum proboscideum là một loài thực vật có hoa trong họ Ráy (Araceae). Loài này được (L.) Savi mô tả khoa học đầu tiên năm 1816.

## Hình ảnh

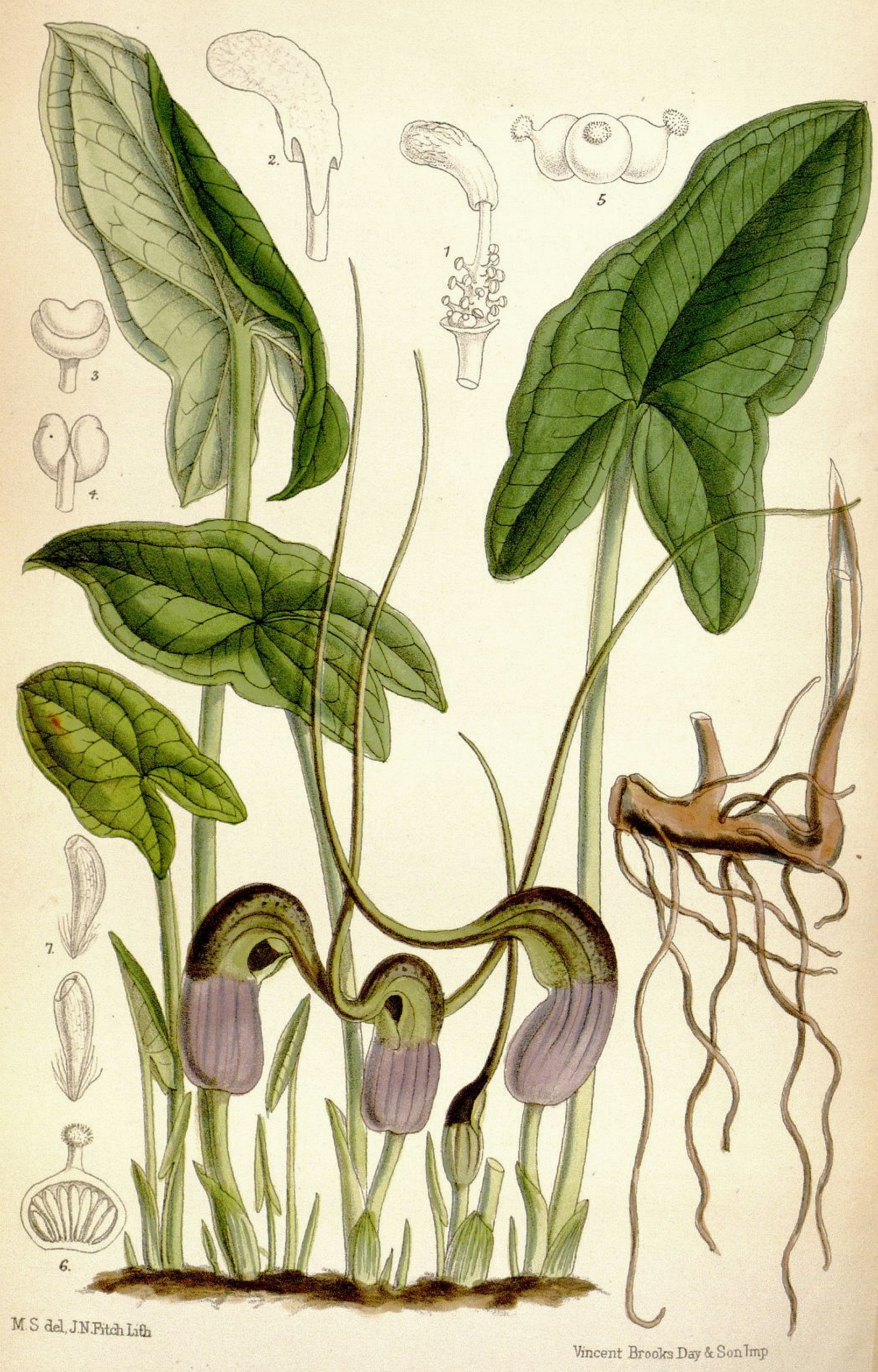
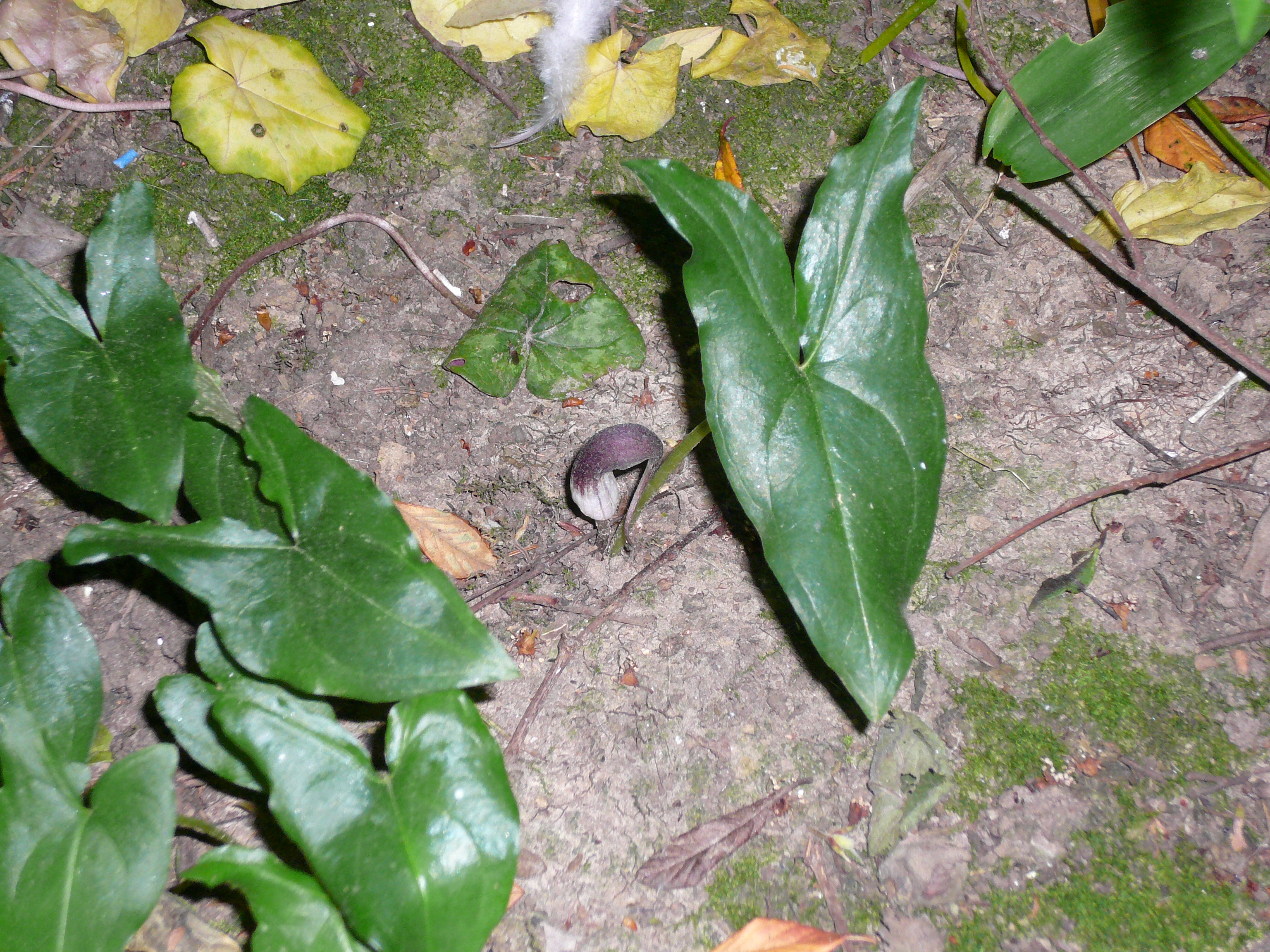
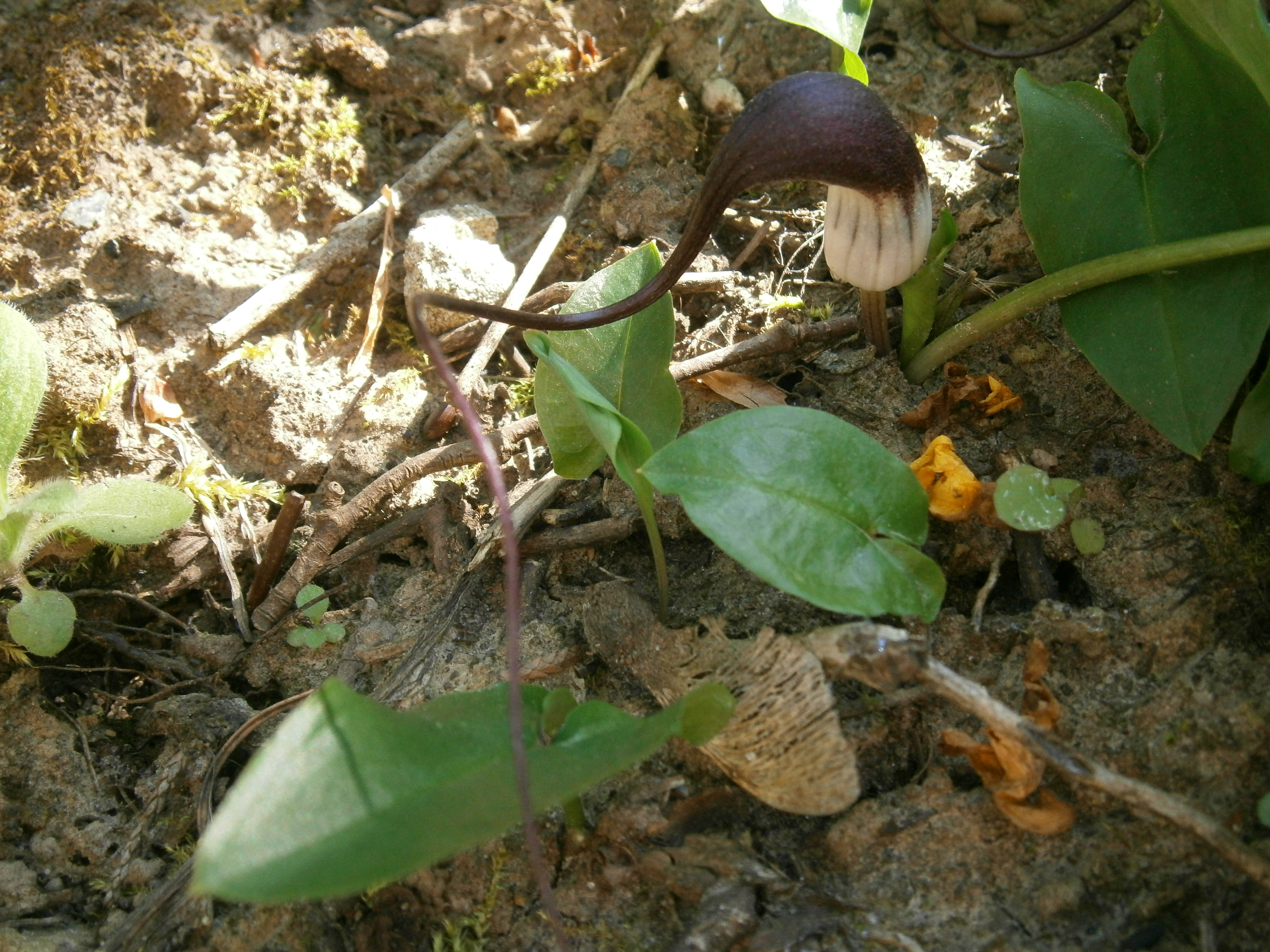
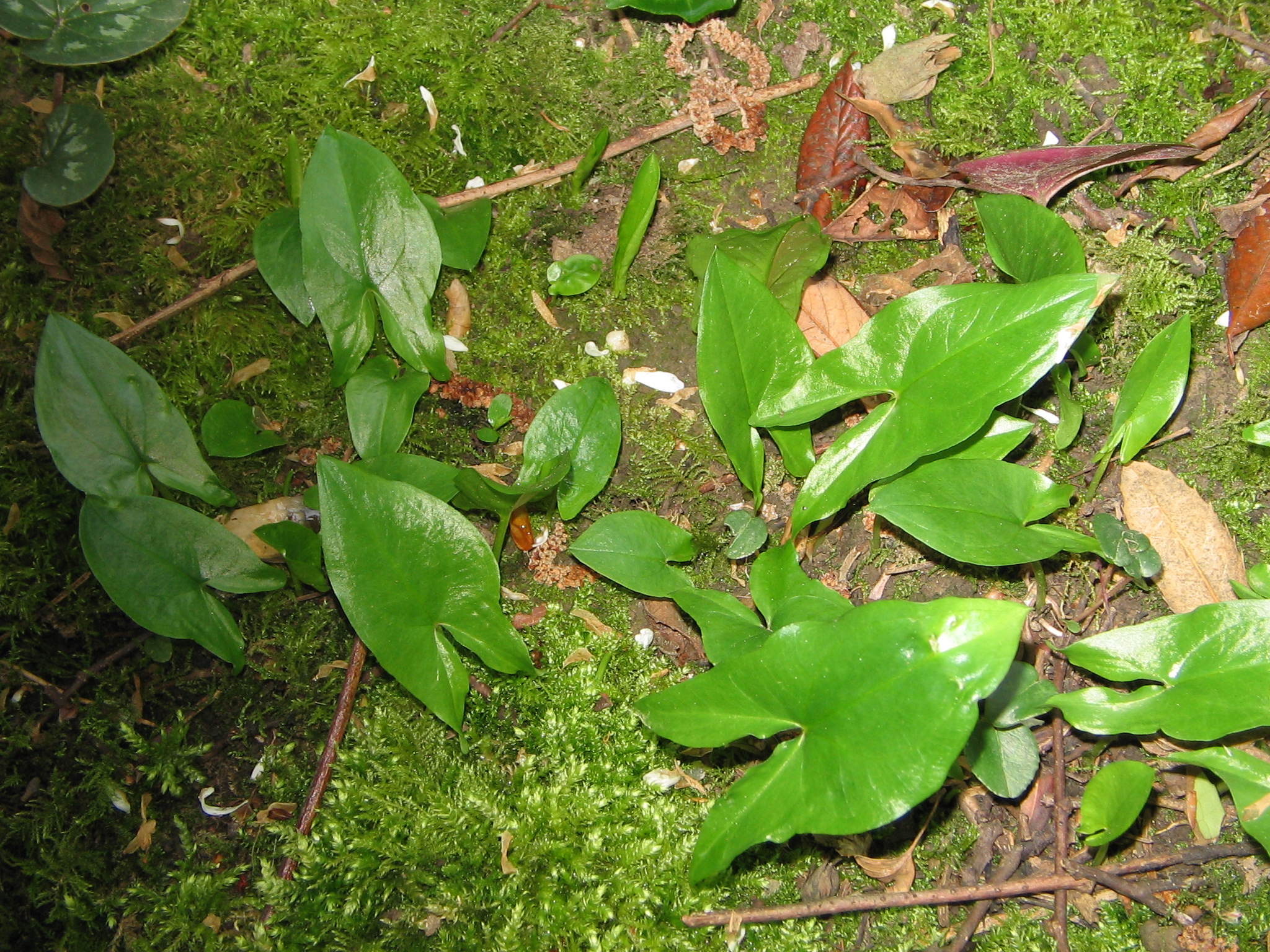